# Ampuis
Ampuis település Franciaországban, Rhône megyében. Lakosainak száma 2760 fő (2022. január 1.). Ampuis Loire-sur-Rhône, Saint-Cyr-sur-le-Rhône, Tupin-et-Semons, Reventin-Vaugris, Vienne és Les Haies községekkel határos.

## Népesség
A település népességének változása:
| Lakosok száma | 2711 | 2756 | 2713 | 2715 | 2749 | 2743 | 2751 | 2760 |
|               | 2015 | 2016 | 2017 | 2018 | 2019 | 2020 | 2021 | 2022 |